# Ignacio Antonio II Hayek
Ignacio Antonio II Hayek (Alepo, 14 de septiembre de 1910 – Charfet, 21 de febrero de 2007) fue un religioso de la Iglesia católica siria, Patriarca de Antioquía y de todo el Oriente desde 1968 hasta 1998.

## Biografía
Nacido Antun Hayek, fue ordenado sacerdote el 10 de junio de 1933. El 15 de agosto de 1959 fue consagrado obispo de Alepo por el patriarca Ignacio Gabriel I Tappouni, donde sirvió hasta su nombramiento como patriarca el 10 de marzo de 1968. Se jubiló el 23 de julio de 1998, pasando a ser patriarca emérito hasta su muerte. 
| Predecesor: Ignacio Gabriel I Tappouni | Patriarca de la Iglesia Católica Siria 1968 - 1998 | Sucesor: Ignacio Moisés I Daoud |